# NGC 2277
NGC 2277是双子座的一个星群，由排列紧密的几颗恒星组成。NGC 2277于1865年4月20日被德国天文学家海因里希·路易·达雷发现。